# Polet
En polet er en værdigenstand, sædvanligvis i form af en møntlignende metalgenstand, som kun kan anvendes som betaling for en forudbestemt vare eller serviceydelse. Dette gør, at poletter er mindre eftertragtede for tyve end almindelige penge, hvilket kan være en stor fordel i for eksempel vareautomater. 
Den tidligere meget udbredte brug af poletter aftog i den sidste af halvdel af 1900-tallet, og er i dag relativt sjældent forekommende. I dag er det mere almindeligt, at der anvendes kuponer og klippekort til ting man ønsker at købe forlods adgang til.
| Artikelstump | Spire Denne artikel om penge eller valuta er en spire som bør udbygges. Du er velkommen til at hjælpe Wikipedia ved at udvide den. |